# Bianca e volta
Bianca e volta è un termine tipografico per designare le due facciate contrapposte di un foglio di carta da stampare. 
Il termine viene usato nel linguaggio tipolitografico sia per decidere ad esempio cosa stampare in 'bianca' (lato A del foglio) sia cosa stampare in 'volta' (lato B dello stesso foglio).
Si usa anche per descrivere pregi e velocità di una macchina da stampa offset. Per ottenere in un solo passaggio un foglio stampato con testi monocromatici e quadricromie abbiamo bisogno di quattro colori (ciano, magenta, giallo e nero). 
Una macchina offset ad otto colori potrà stampare quindi contemporaneamente ad una velocità che si aggira su decine di migliaia di copie-ora, quattro colori in bianca e quattro in volta. 
Questo significa che il nostro foglio di carta (immaginiamo un 70 x 100) quando avrà attraversato in pochi secondi tutti gli otto gruppi stampa della macchina offset, sarà stampato da ambedue le parti con testi monocromatici e quadricromie. 
Il pregio delle macchine offset che stampano in bianca e volta quadricromie, macchine ancora oggi molto costose, infatti è proprio questo: stampare il lato A (bianca) del foglio, quindi automaticamente e senza intervento del "macchinista" il foglio viene 'rigirato' dalla macchina stessa ed affidato ai rimanenti gruppi stampa per la stampa del lato B, ovvero la volta). La stampa di un foglio in una macchina offset bianca e volta  è velocissima (alcuni secondi) ragion per cui, in genere, il suo uso diventa indispensabile laddove siano richieste alte o altissime tirature.